# NS-wandeling
De NS-wandelingen zijn wandelroutes in Nederland. Ze worden in samenwerking met de Nederlandse Spoorwegen door het Wandelnet van station naar station uitgezet.

## Geschiedenis
Het regelmatig variërende aanbod betreft eendaagse en tweedaagse wandelingen, die gebruikmaken van het LAW-netwerk of van een wandelnetwerk. Enkele NS-wandeltochten volgen geen LAW, maar zijn speciaal ontwikkeld.
De routes zijn over het hele land verspreid en variëren in lengte van 7 tot 22 km. Ze zijn in één richting beschreven en gemarkeerd.
Sinds 2003 zijn de routes te downloaden van internet, eerder waren het op stations verkrijgbare gedrukte boekjes. Beschrijvingen van vervallen maar nog prima te belopen NS-wandelingen zijn onder de noemer OV-stappers te vinden op de website van Wandelnet (zie onder Externe links).

### Wijzigingen in 2004
De volgende routes werden toegevoegd:
- Elsterberg: Rhenen - Veenendaal West, 17,5 km (Trekvogelpad, Utrechtpad)
- De Horsten: Den Haag Centraal - Voorschoten, 17 km (Marskramerpad)
- De Vuursche: Baarn - Hollandsche Rading, 13 km (Utrechtpad)
- Texel: Den Helder - Den Helder, 16 km (Texelpad)

De volgende routes verdwenen:
- Kromme Rade
- Staelduinse Bos
- Wiericke
- Saasveld

### Wijzigingen in 2005
De volgende routes werden toegevoegd:
- Lange Duinen: Amersfoort - Soest Zuid, 10 km, of naar Hollandsche Rading, 22 km (Marskramerpad deel 3)
- Ligtenbergerveld: Rijssen - Holten, 14 km (Marskramerpad deel 1)
- Vragenderesch: Winterswijk - Lichtenvoorde/Groenlo, 17,5 km (Scholtenpad)
- Veerse Wateren (2-daagse): Middelburg - Arnemuiden, 1e dag 13 km, 2e dag 9 km (over de wandelpaden van Stichting Voetpaden Walcheren)

De volgende routes verdwenen:
- Linge
- Oldenaller
- Pampushout
- Poort van de Graafschap (2-daagse)

### Wijzigingen in 2006
De volgende routes werden toegevoegd:
- Fort Vuren: Gorinchem - Leerdam, 21 km (Waterliniepad)
- Heiligenbergerbeek: Woudenberg - Amersfoort, 17,5 km (Utrechtpad)
- Hondsrug: Haren – Zuidlaren, 15 km (Pieterpad deel 1)
- De Meinweg (2-daagse): Herkenbosch - Swalmen, 1e dag 17 km, 2e dag 18 km (Maas-Swalm-Nettepad)

De volgende routes verdwenen:
- Amelisweerd
- Muiderslot
- Tjamsweer
- Texel (2-daagse)

### Wijzigingen in 2007
De volgende routes werden toegevoegd:
- Markelose Berg: Goor - Rijssen, 1e dag 15 km, 2e dag 19,5 km (Overijssels Havezatenpad)
- Beukenburg: Bilthoven - Utrecht Centraal, 14 km, (Utrecht te Voet)
- Wekeromse Zand: Wolfheze - Lunteren, 22 km (Veluwe Zwerfpad)
- Zeedijk: Harlingen  - Franeker, 1e dag 17,5 km, 2e dag 22,4 km (Friese Kustpad)

De volgende routes verdwenen:
- Houtmars
- De Krang
- Wanenberg
- Verwolde (2 dagen)

### Wijzigingen in 2008
De volgende routes werden toegevoegd:
- Boonervliet
- Laag Soeren
- Zandenbos
- Hunzedal (2 dagen)

De volgende routes verdwenen:
- Buytenpark
- Grebbelinie
- Maas- en Swalmdal
- Dwingelderveld

### Wijzigingen in 2009
De volgende routes werden toegevoegd:
- Maascorridor
- Twellose landgoederen
- Warnsborn
- Oranjewoud (2 dagen)

De volgende routes verdwenen:
- Omringdijk
- Stenen Tafel
- Vragenderesch
- Veerse wateren (2 dagen)

### Wijzigingen in 2010
De volgende routes werden toegevoegd:
- Ankeveense Plassen
- Betuwe
- Elburg
- Wouwse Plantage

De volgende routes verdwenen:
- Gooise Lusthoven
- Zandenbos
- Zeedijk
- Kroondomein (2 dagen)

### Wijzigingen in 2011
De volgende routes werden toegevoegd:
- Geniedijk
- Boerskotten
- Zaanse Schans
- Mariapeel

De volgende routes verdwenen:
- Ligtenbergerveld
- Tongelreep
- Twellose landgoederen
- Oranjewoud

### Wijzigingen in 2012
De volgende routes werden toegevoegd:
- Vechtdal (2 dagen)
- Mariënwaerdt-Linge
- A'dam Westerborkpad
- Rotterdam Maasstad

De volgende routes verdwenen:
- Betuwe
- Fort Vuren
- Hollandsche Biesbosch
- Hunzedal

### Wijzigingen in 2013
De volgende routes werden toegevoegd:
- Den Haag
- Drentsche Aa
- Oostvaardersplassen
- Texel (2 dagen)

De volgende routes verdwenen:
- Maascorridor
- Wekeromse Zand
- Westerbouwing
- Heuvelland
- Wouwse Plantage

### Wijzigingen in 2014
De volgende routes werden toegevoegd:
- Leeuwarden
- Wezepsche Heide
- Pietersberg Maastricht
- De Weelen-Enkhuizen

De volgende routes verdwenen:
- Zaanse Schans
- Laag-Soeren
- Maasheggen
- Mariapeel (2 dagen)

### Wijzigingen in 2015
De volgende routes werden toegevoegd:
- Beerschoten
- Hemelse Berg
- Mastbos
- Paterswoldsemeer
- Woldberg

De volgende routes verdwenen:
- Oostvaardersplassen
- Boonervliet
- Westerbouwing
- Hondsrug
- Markelose berg (2 dagen)

### Wijzigingen in 2016
De volgende routes werden toegevoegd:
- Park Lingezegen
- De Bretten
- Land van Ravenstein
- Fort de Roovere

De volgende routes verdwenen:
- Geniedijk
- Naardermeer
- Mariënwaerdt-Linge
- Bieslandse Bos

### Wijzigingen in 2017
De volgende routes werden toegevoegd:
- Eiland van Dordrecht
- Hierdense Poort
- Limburgs Plateau
- Waterlinie Culemborg

De volgende routes verdwenen:
- De Weelen-Enkhuizen
- Elburg
- Texel (2-daagse)
- Savelsbos

### Wijzigingen in 2018
De volgende routes werden toegevoegd:
- Hart van Het Groene Woud
- Overijsselse Buitenplaatsen
- Schiedam Jeneverstad
- Uiterwaarden van Cortenoever

De volgende routes verdwenen:
- Boerskotten
- De Horsten
- Nijenhuis
- Paterwoldsemeer Groningen

### Wijzigingen in 2019
De volgende routes werden toegevoegd:
- Blauwe Kamer, Rhenen
- Krickenbecker Seen, Kaldenkirchen – Venlo
- Gein en Vecht, Abcoude – Weesp
- Helderse Duinen, Den Helder-Zuid – Den Helder